# Maszud Morádi
Maszud Morádi (perzsául: مسعود مرادی nemzetközi sajtóban Masoud Moradi; Rudszar, 1965. augusztus 22. –) iráni nemzetközi labdarúgó-játékvezető.

## Pályafutása

### Nemzeti játékvezetés
Játékvezetésből Rudsarban vizsgázott. A Rudsar megyei labdarúgó-szövetség által üzemeltetett labdarúgó bajnokságokban kezdte sportszolgálatát. A megyei Játékvezető Bizottság (JB) javaslatára az Iráni labdarúgó-szövetség JB minősítésével 1998–2000 között az Azadegan League, 2000-től a Pro League játékvezetője. Küldési gyakorlat szerint rendszeres 4. bírói szolgálatot is végzett. A nemzeti játékvezetéstől 2010-ben visszavonult.

### Nemzetközi játékvezetés
Az Iráni labdarúgó-szövetség JB terjesztette fel nemzetközi játékvezetőnek, a Nemzetközi Labdarúgó-szövetség (FIFA) 2001-től tartotta nyilván bírói keretében. A FIFA JB központi nyelvei közül az angolt beszéli. Az AFC JB minősítésével elit játékvezető. Több nemzetek közötti válogatott, valamint AFC-kupa és AFC-bajnokok ligája klubmérkőzést vezetett. A  nemzetközi játékvezetéstől 2010-ben búcsúzott.

#### Labdarúgó-világbajnokság
A 2002-es labdarúgó-világbajnokságon, a 2006-os labdarúgó-világbajnokságon, valamint a 2010-es labdarúgó-világbajnokságon a FIFA JB bíróként foglalkoztatta. 2002 előtt a FIFA JB az 54 lehetséges játékvezető közé jelölte. Selejtező mérkőzéseket az AFC zónában irányított.

##### 2002-es labdarúgó-világbajnokság
| Időpont             | Helyszín                            | Mérkőzés típusa           | Mérkőzés         | Eredmény | Nézők száma |
| ------------------- | ----------------------------------- | ------------------------- | ---------------- | -------- | ----------- |
| 2001. április 25.   | Központi Stadion, Almati            | előselejtező (6. csoport) | Makaó–Nepál      | 1 – 6    | 12 000      |
| 2001. szeptember 8. | Pakhtakor Markaziy Stadion, Taskent | előselejtező (B. csoport) | Üzbegisztán–Omán | 5 – 0    | 25 000      |

##### 2006-os labdarúgó-világbajnokság
| Időpont             | Helyszín                                 | Mérkőzés típusa           | Mérkőzés                              | Eredmény | Nézők száma |
| ------------------- | ---------------------------------------- | ------------------------- | ------------------------------------- | -------- | ----------- |
| 2004. június 9.     | Pakhtakor Markaziy Stadion, Taskent      | előselejtező (2. csoport) | Üzbég labdarúgó-válogatott–Palesztina | 3 – 0    | 35 000      |
| 2004. szeptember 8. | Yanggakdo Stadion, Phenjan               | előselejtező (5. csoport) | Észak-Korea–Thaiföld                  | 4 – 1    | 20 000      |
| 2004. október 13.   | Abbasiyyin Stadion, Damaszkusz           | előselejtező (6. csoport) | Szíria–Bahrein                        | 2 – 2    | 35 000      |
| 2005. március 30.   | Al-Sadaqua Walsalam Stadion, Kuvaitváros | előselejtező (1. csoport) | Kuvait–Szaúd-Arábia                   | 0 – 0    | 25 000      |
| 2005.június 3.      | Pakhtakor Markaziy Stadion, Taskent      | előselejtező (1. csoport) | Üzbég labdarúgó-válogatott–Dél-Korea  | 1 – 1    | 40 000      |

##### 2010-es labdarúgó-világbajnokság
| Időpont            | Helyszín                            | Mérkőzés típusa           | Mérkőzés                                                  | Eredmény | Nézők száma |
| ------------------ | ----------------------------------- | ------------------------- | --------------------------------------------------------- | -------- | ----------- |
| 2008. június 7.    | King Abdullah II Stadion, Ammán     | előselejtező (3. csoport) | Jordánia–Dél-koreai labdarúgó-válogatott                  | 0 – 1    | 8000        |
| 2008. június 22.   | Központi Stadion, Bejrút            | előselejtező (4. csoport) | Libanon–Szingapúr                                         | 1 – 2    | 500         |
| 2008. november 19. | Nemzeti Stadion, Isa Town           | előselejtező (A. csoport) | Bahreini labdarúgó-válogatott–Ausztrália                  | 0 – 1    | 10 000      |
| 2009. március 28.  | Pakhtakor Markaziy Stadion, Taskent | előselejtező (A. csoport) | Üzbég labdarúgó-válogatott–Katar                          | 4 – 0    | 18 000      |
| 2009. június 17.   | Nemzeti Stadion, Isa Town           | előselejtező (A. csoport) | Bahreini labdarúgó-válogatott– Üzbég labdarúgó-válogatott | 1 – 0    | 14 100      |

#### Ázsia-kupa
A 2004-es Ázsia-kupán, a 2007-es Ázsia-kupán valamint a 2004-es Ázsia-kupán az AFC JB bíróként foglalkoztatta.

##### 2004-es Ázsia-kupa
| Időpont          | Helyszín                | Mérkőzés típusa              | Mérkőzés                              | Eredmény | Nézők száma |
| ---------------- | ----------------------- | ---------------------------- | ------------------------------------- | -------- | ----------- |
| 2004. július 18. | Workers Stadion, Peking | csoportmérkőzés (A. csoport) | Katari labdarúgó-válogatott–Indonézia | 1 – 2    | 5000        |
| 2004. július 25. | Workers Stadion, Peking | csoportmérkőzés (A. csoport) | Kína– Katari labdarúgó-válogatott     | 1 – 0    | 60 000      |

##### 2007-es Ázsia-kupa

###### Selejtező mérkőzés
| Időpont          | Helyszín                     | Mérkőzés típusa           | Mérkőzés                                                   | Eredmény | Nézők száma |
| ---------------- | ---------------------------- | ------------------------- | ---------------------------------------------------------- | -------- | ----------- |
| 2006. március 1. | Nemzeti Stadion, Kuvaitváros | előselejtező (D. csoport) | Kuvaiti labdarúgó-válogatott–Bahreini labdarúgó-válogatott | 0 – 0    | 16 000      |

###### Ázsia-kupa mérkőzés
| Időpont          | Helyszín                          | Mérkőzés típusa              | Mérkőzés                                            | Eredmény | Nézők száma |
| ---------------- | --------------------------------- | ---------------------------- | --------------------------------------------------- | -------- | ----------- |
| 2007. július 12. | My Dinh National Stadion, Hanoi   | csoportmérkőzés (B. csoport) | Katari labdarúgó-válogatott–Vietnám                 | 1 – 1    | 40 000      |
| 2007. július 16. | Katonai Stadion, Ho Si Minh-város | csoportmérkőzés (B. csoport) | Katari labdarúgó-válogatott–Egyesült Arab Emírségek | 1 – 2    | 3000        |

##### 2011-es Ázsia-kupa
| Időpont            | Helyszín                              | Mérkőzés típusa           | Mérkőzés                                                   | Eredmény | Nézők száma |
| ------------------ | ------------------------------------- | ------------------------- | ---------------------------------------------------------- | -------- | ----------- |
| 2009. március 5.   | Városi Stadion, Canberra              | előselejtező (B. csoport) | Ausztrál labdarúgó-válogatott–Kuvaiti labdarúgó-válogatott | 0 – 1    | 20 032      |
| 2009. november 14. | JAR Stadion, Taskent                  | előselejtező (C. csoport) | Üzbég labdarúgó-válogatott–Malajzia                        | 3 – 1    | 5000        |
| 2010. március 3.   | Sultan Qaboos Sports Stadion, Maszkat | előselejtező (B. csoport) | Ománi labdarúgó-válogatott–Kuvaiti labdarúgó-válogatott    | 0 – 0    | 27 000      |

#### ASEAN labdarúgó-bajnokság
| Időpont            | Helyszín                           | Mérkőzés típusa | Mérkőzés                 | Eredmény | Nézők száma |
| ------------------ | ---------------------------------- | --------------- | ------------------------ | -------- | ----------- |
| 2010. december 19. | Gelora Bung Karno Stadion, Jakarta | egyik elődöntő  | Fülöp-szigetek–Indonézia | 0 – 1    | 70 000      |

#### Olimpiai játékok
A 2008. évi nyári olimpiai játékokon a FIFA JB bírói szolgálatra alkalmazta.
| Időpont             | Helyszín                   | Mérkőzés típusa              | Mérkőzés            | Eredmény | Nézők száma |
| ------------------- | -------------------------- | ---------------------------- | ------------------- | -------- | ----------- |
| 2008. augusztus 10. | Olimpiai Stadion, Tiencsin | csoportmérkőzés (B. csoport) | Nigéria–Japán       | 2 – 1    | 42 592      |
| 2008. augusztus 16. | Városi Stadion, Sanghaj    | egyik negyeddöntő            | Argentína–Hollandia | 2 – 1    | 51 366      |

#### Konföderációs kupa
A 2003-as konföderációs kupán a FIFA JB bíróként vette igénybe szolgálatát.
| Időpont          | Helyszín                | Mérkőzés típusa              | Mérkőzés                | Eredmény | Nézők száma |
| ---------------- | ----------------------- | ---------------------------- | ----------------------- | -------- | ----------- |
| 2003. június 22. | Stade de France, Párizs | csoportmérkőzés (A. csoport) | Franciaország–Új-Zéland | 5 – 0    | 36 842      |

#### Nemzetközi kupamérkőzések

##### AFC-kupa
| Időpont           | Helyszín                                   | Mérkőzés típusa | Mérkőzés                | Eredmény | Nézők száma |
| ----------------- | ------------------------------------------ | --------------- | ----------------------- | -------- | ----------- |
| 2009. november 3. | Al Kuwait Sports Club Stadion, Kuvaitváros | döntő           | Kuwait SC–Al-Karamah SC | 2 – 1    | 17 400      |

## Sportvezetőként
Aktív pályafutását befejez 2012-től az AFC JB és a FIFA JB instruktora, az elit bírók oktatója.

## Szakmai sikerek
Az Ázsiai Labdarúgó-szövetség (AFC) JB 2003-ban az Év Játékvezetője elismerő címmel jutalmazta.